# Kanton Grevenmacher
Kanton Grevenmacher (francouzsky Canton de Grevenmacher, lucembursky Kanton Gréivemaacher) se rozkládá na východě Lucemburského velkovévodství.

## Poloha, popis
Na severu sousedí s kantonem Echternach, na jihu s kantony Remich a Luxemburg a na západě s kantonem Mersch. Na východě pak hraničí s německou spolkovou zemí Porýní-Falc (Rheinland-Pfalz).
Kanton se rozkládá na ploše zhruba 211,5 km² a na jeho území v lednu 2016 žilo 28 492 obyvatel.
Správním střediskem kantonu je město Grevenmacher.

## Správní rozdělení
Kanton Grevenmacher je složen celkem z 8 obcí, jimiž jsou:
| P.č. | Jméno obce   | Obyvatel |
| ---- | ------------ | -------- |
| 1    | Betzdorf     | 3 637    |
| 2    | Biwer        | 1 857    |
| 3    | Flaxweiler   | 1 978    |
| 4    | Grevenmacher | 4 794    |
| 5    | Junglinster  | 7 261    |
| 6    | Manternach   | 1 916    |
| 7    | Mertert      | 4 364    |
| 8    | Wormeldingen | 2 685    |

V tabulce jsou uvedeny počty obyvatel k 1. 1. 2016.